# ラジオミルキィホームズ〜姫ちゃん&ゆかいな仲間たち〜
『ラジオミルキィホームズ〜姫ちゃん&ゆかいな仲間たち〜』（ラジオミルキィホームズ ひめちゃんアンドゆかいななかまたち）は、2012年にHiBiKi Radio Stationにて放送していたインターネットラジオ番組。

## 概要
プロ・フィットに所属する高森奈津美がメインパーソナリティを務めるトーク番組である。また、高森以外にも、同じく声優の三森すずこ、徳井青空、佐々木未来、橘田いずみの4名が、1か月単位で交代でマンスリーパーソナリティを担当する。毎回、高森とマンスリーパーソナリティを中心にして、さまざまな企画に挑戦する番組である。また、ときにはゲストを招き、レギュラー出演者にゲストを交えてのトークを展開した。
なお、レギュラー出演者の5名は、それぞれ『探偵オペラ ミルキィホームズ 2』にて主要な役を演じた声優である。また、三森、徳井、佐々木、橘田の4名は声優ユニット「ミルキィホームズ」として活動しており、4名揃ってテレビ番組やラジオ番組に出演することが多いが、当番組では4名そろっての出演はしないことが明言されていた。そのため、2012年7月は徳井と佐々木、同年8月は三森と橘田、同年9月は佐々木と橘田、同年10月は三森と徳井がマンスリーパーソナリティを担当した。しかし、同年10月26日の放送に限り、4名揃って出演することが発表された。

## コーナー
ふつおた!
聴取者からの手紙に基づいてトークを展開する。
みんなのトイズ! チャレンジルーム!!
出演者らが、あるテーマに沿った企画に参加し、特殊能力の素質があるのかを競う。このコーナーでは、特殊能力のことを「トイズ」と呼んでいる。
姫ちゃんのウソを見やぶれ! 推理のツボ!!
パーソナリティの高森奈津美が、リスナーから提供されたエピソードと自らのエピソードを披露する。それを聴いたマンスリーパーソナリティ2名は、どちらがリスナーから提供されたエピソードなのかを推理する。
みんなの正解はひとつ? じゃない??

## 関連番組
「Project MILKY HOLMES」に関連するラジオ番組としては、当番組がスタートする直前まで放送されていた『ミルキィホームズ 探偵学院放送室4』が挙げられる。しかし、『ミルキィホームズ 探偵学院放送室4』では三森すずこ、徳井青空、佐々木未来、橘田いずみの4名がレギュラー出演者であるのに対して、当番組では高森奈津美のみがレギュラー出演者であり、それに加えて三森、徳井、佐々木、橘田が月単位で交代で出演するなど、キャストに大きな変動があった。また、番組企画なども大きく変更されたため、特に番組の内容に連続性はない。

## 出演者

### メインパーソナリティ
- 高森奈津美

### マンスリーパーソナリティ
- 三森すずこ
- 徳井青空
- 佐々木未来
- 橘田いずみ

### ゲスト
- 真田アサミ　(第九回)

## 主題歌
- オープニングテーマ「プロローグは明日色」（歌:ミルキィホームズ）

## 放送回
| 回数 | メインパーソナリティ | マンスリーパーソナリティ                  | 放送日         |
| ---- | -------------------- | ----------------------------------------- | -------------- |
| 1    | 高森奈津美           | 徳井青空 佐々木未来                       | 2012年7月6日   |
| 2    | 高森奈津美           | 徳井青空 佐々木未来                       | 2012年7月13日  |
| 3    | 高森奈津美           | 徳井青空 佐々木未来                       | 2012年7月20日  |
| 4    | 高森奈津美           | 徳井青空 佐々木未来                       | 2012年7月27日  |
| 5    | 高森奈津美           | 三森すずこ 橘田いずみ                     | 2012年8月3日   |
| 6    | 高森奈津美           | 三森すずこ 橘田いずみ                     | 2012年8月10日  |
| 7    | 高森奈津美           | 三森すずこ 橘田いずみ                     | 2012年8月17日  |
| 8    | 高森奈津美           | 三森すずこ 橘田いずみ                     | 2012年8月24日  |
| 9    | 高森奈津美           | 三森すずこ 橘田いずみ                     | 2012年8月31日  |
| 10   | 高森奈津美           | 佐々木未来 橘田いずみ                     | 2012年9月7日   |
| 11   | 高森奈津美           | 佐々木未来 橘田いずみ                     | 2012年9月14日  |
| 12   | 高森奈津美           | 佐々木未来 橘田いずみ                     | 2012年9月21日  |
| 13   | 高森奈津美           | 佐々木未来 橘田いずみ                     | 2012年9月28日  |
| 14   | 高森奈津美           | 三森すずこ 徳井青空                       | 2012年10月5日  |
| 15   | 高森奈津美           | 三森すずこ 徳井青空                       | 2012年10月12日 |
| 16   | 高森奈津美           | 三森すずこ 徳井青空                       | 2012年10月19日 |
| 17   | 高森奈津美           | 三森すずこ 徳井青空 佐々木未来 橘田いずみ | 2012年10月26日 |